# 郭永江
郭永江（1916年1月21日—1993年），字良成，笔名怀霜、荒草，四川资阳人，中华民国及中华人民共和国作家、编辑。曾任《解放军文艺》副主编、八一电影制片厂副厂长。小说《高玉宝》前13章的创作者。

## 生平
1916年1月21日，郭永江出生于资阳城正东街。1938年在大学学习期间，加入中国共产党。1940年，郭永江来到延安，创作了歌剧《张治国》，反映八路军的大生产运动，受到毛泽东赞扬。1951年，郭永江赴朝鲜战争前线采访，曾两次负伤。1952年，出任《解放军文艺》副主编。
1947年，在第二次国共内战中，高玉宝参军成为战士，但仍是文盲。1948年，高玉宝在入党申请书中，以一幅画表示自己的意愿。中华人民共和国成立初期，推行扫盲运动，提倡“工农兵文学”、“工农兵作家”、“工农兵故事，工农兵写”，高玉宝参加识字速成班后，很快便被中国人民解放军选为战士学文化的典型。为了树立这一典型，部队让郭永江帮助高玉宝修改自传《高玉宝》。但郭永江觉得无法修改，便创作了小说《高玉宝》前13章共12万字。中国人民解放军总政治部文化部文艺处和出版社约定，《高玉宝》每版必须附荒草《我怎样帮助高玉宝同志修改小说》一文，稿酬也由高玉宝和郭永江平分。在反右运动之后，郭永江的后记及其名字逐渐从再版的《高玉宝》一书中消失。郭永江从最初的“帮助修改”，到后来的“提供辅导”，最后彻底消失，均是应组织的要求及当时的政治需要决定。
1951年底，署名“荒草”的郭永江在《人民日报》和《解放军文艺》报道了文盲战士高玉宝刻苦学习文化并写书的事迹，《解放军文艺》又陆续刊登了高玉宝小说的一些章节，《我要读书》和《高玉宝》即为其中的两篇。经过中国大陆刊物的不断转载，高玉宝很快便被塑造为脱盲典型、讴歌新社会的工农兵作家、文艺战士。《高玉宝》一书中描写周扒皮剥削长工的《半夜鸡叫》还被收入了语文课本中。
郭永江后来还曾任八一电影制片厂副厂长。40岁时，郭永江病退。1970年代，回到家乡资阳居住，不久迁居资中。1984年，迁居重庆。1993年，郭永江逝世。
郭永江临终前，1988年曾致信资阳文献学会，在信中声明当年《高玉宝》一书前13章均为他所写。